# Tournes
Tournes település Franciaországban, Ardennes megyében. Lakosainak száma 1058 fő (2022. január 1.). Tournes Arreux, Belval, Cliron, Damouzy, Haudrecy és Houldizy községekkel határos.

## Népesség
A település népessége az elmúlt években az alábbi módon változott:
| Lakosok száma | 509  | 904  | 1073 | 1092 | 1037 | 1076 | 1076 | 1067 | 1063 | 1058 |
|               | 1968 | 1982 | 1990 | 2006 | 2013 | 2015 | 2017 | 2019 | 2020 | 2022 |